# Culver City
Culver City je město (city) v okrese Los Angeles County ve státě Kalifornie ve Spojených státech amerických. Žije zde přibližně 41 tisíc obyvatel. Město se nachází v jižní části okresu, 14 kilometrů západojihozápadně od centra Los Angeles, a je součástí metropolitní oblasti Velké Los Angeles. Sousedí s městem Los Angeles, které jej z většiny obklopuje.
Většinu území města Culver City tvoří rezidenční oblasti. V severní části, poblíž centra města, se nachází filmová studia Sony Pictures Studios a Culver Studios (v nichž sídlí společnost Amazon MGM Studios), na jihu židovský hřbitov Hillside Memorial Park Cemetery a také část hřbitova Holy Cross Cemetery. Ve východní části zasahuje na území města v oblasti kopcovitého hřbetu Baldwin Hills, pod kterým protéká říčka Ballona Creek, ropné pole Inglewood Oil Field.

## Historie
V roce 1875 byla přes severní část pozdějšího města Culver City postavena železniční trať z Los Angeles do Santa Moniky (elektrifikována roku 1911). U ní se nedaleko říčky Ballona Creek začalo později formovat městečko Palms. Počátkem 20. století vznikla východně od Palms železniční křižovatka Ivy (přibližně v místě nynější stanice metra Culver City). V letech 1902–1903 byla odtud postavena meziměstská elektrická dráha do Playa del Rey a dále po pobřeží do Redondo Beach (trasována byla nynější ulicí Culver Boulevard), a od roku 1903 byla tudy vedena meziměstská elektrická dráha spojující stanici Vineyard (a dále Los Angeles) přes Ivy do Venice (vedena nynější ulicí Venice Boulevard). Všechny tři tratě získala v roce 1911 společnost Pacific Electric Railway.
Roku 1913 začalo pod vedením developera Harryho Culvera vznikat v blízkosti Palms a železničního uzlu Ivy nové město, které bylo pojmenováno podle svého zakladatele. Zatímco obyvatelé Palms se v roce 1914 vyslovili pro přičlenění k Los Angeles, obyvatelé vznikajícího Culver City se rozhodli udržet si samostatnost. Městská samospráva byla zřízena v roce 1917. Ve 20. letech 20. století se město stalo jedním z center filmového a později televizního průmyslu, protože zde bylo několik areálů filmových studií (první již v roce 1915).
V roce 2012 byla v trase santamonické železnice postavena trať losangeleského metra do stanice Culver City (na severu města), která byla roku 2016 prodloužena dále do Santa Moniky.

## Osobnosti
- Helen Hunt (* 1963) – americká herečka
- Drew Barrymoreová (* 1975) – americká herečka, filmová producentka a režisérka
- Celeste (* 1994) – britsko-jamajská zpěvačka